# Elke Kahr
Elke Kahr (Graz, 2 novembre 1961) è una politica austriaca, membro del Partito Comunista d'Austria (KPÖ) e dal novembre 2021 sindaca di Graz, la capitale della Stiria e la seconda città più grande d'Austria. È la prima donna e il primo membro di un partito comunista a ricoprire questo ruolo. Consigliera comunale della città di Graz dal 2005, ha ricoperto la carica di vicesindaca da giugno 2016 ad aprile 2017.

## Biografia
Elke Kahr è stata adottata a tre anni dalla commessa Edith Kahr e dal fabbro Otto Kahr ed è cresciuta in un quartiere operaio di Graz. Dopo la scuola elementare e quella secondaria, ha frequentato la scuola commerciale di Grazbachgasse. Durante un impiego presso la Oesterreichische Kontrollbank, ha frequentato l'Accademia Commerciale Serale, che ha poi completato nel 1984.

## Attività politica
Elke Kahr è membro del KPÖ dal 1983. Dal 1985 al 2004 è stata impiegata nella direzione distrettuale di Graz. Nel 2003 e nel 2004 è stata vicepresidente federale del KPÖ e nel 2005 ha lavorato come responsabile della campagna elettorale nelle elezioni statali della Stiria. Nel 1993, la Kahr è apparsa attivamente in politica per la prima volta come consigliera comunale. Nel 1998 ha assunto la funzione di presidente di club del GRAZ KPÖ. È attiva in numerose iniziative cittadine, sociali e di pace. 
Sotto il predecessore Ernest Kaltenegger, il KPÖ di Graz aveva già preso una strada diversa dal resto del partito e non si era concentrata su grandi questioni ideologiche, ma aveva perseguito una politica a soglia molto bassa e orientata ai cittadini. Kaltenegger è la base per la pratica, che la Kahr continua a seguire (ricevendo molta attenzione da parte dei media), di rendere gran parte dello stipendio netto disponibile per un sostegno non burocratico ai cittadini bisognosi. Nelle elezioni municipali del 2003, Kaltenegger è stato in grado di guidare il KPÖ a un risultato record del 20,8% con un aumento di circa 13 punti percentuali nei voti. Dopo che il partito era riuscito a entrare nel parlamento statale per la prima volta in 35 anni nelle elezioni statali in Stiria nel 2005, Elke Kahr ha proseguito negli indirizzi di Kaltenegger nel governo della città di Graz, in particolare il dipartimento per le questioni abitative, che ha guidato fino al 2017. 
Nelle elezioni municipali del 2008, Elke Kahr non ha potuto eguagliare direttamente la popolarità del suo predecessore, il KPÖ ha perso 9,6 punti percentuali di voti. Tuttavia, la Kahr mantenne il suo seggio nel senato della città e quindi ebbe altri quattro anni per sviluppare il suo profilo. Nelle elezioni comunali del 2012, il suo partito ha conquistato il secondo posto con poco meno del 20%, che è stato un risultato unico in Austria. 
Dopo le dimissioni della precedente vicesindaca di Graz e consigliera sociale Martina Schröck (SPÖ), Elke Kahr è stata eletta nuova vicesindaca nel giugno 2016 con 38 voti su 46 espressi nel consiglio comunale, ha ricoperto la carica fino alle elezioni dell'anno successivo. In queste elezioni municipali del 2017, il KPÖ è stato in grado di migliorare leggermente il risultato del 2012 e vincere un secondo seggio in consiglio comunale. Probabilmente non senza secondi fini, alla Kahr non furono più affidate le questioni abitative in cui era stata in grado di distinguersi nel successivo governo della città, ma ricevette l'impopolare dipartimento dei trasporti. 

### Sindaca di Graz
Nelle elezioni municipali del 2021, il KPÖ ha sorprendentemente preso il primo posto dall'ÖVP, spingendo il sindaco di lunga data Siegfried Nagl a dimettersi.  Il risultato ha suscitato scalpore a livello internazionale. La prospettiva di un sindaco comunista a volte portava a reazioni emotive.  Un rapporto di RTL Hrvatska ha suscitato scalpore, in quanto Elke Kahr ha parlato positivamente di Josip Broz Tito, dicendo poi che il suo elogio era stato soprattutto per la sua politica degli Stati non allineati.  Dopo lunghi colloqui esplorativi, ha iniziato i negoziati su una coalizione di sinistra con i Verdi e l'SPÖ alla fine di ottobre 2021. Il 13 novembre 2021, i tre partiti hanno finalmente presentato il loro programma di coalizione.  Il 17 novembre 2021 è stata eletta sindaca dal consiglio comunale. La Kahr è diventata di conseguenza la prima donna e il primo membro di un partito comunista a ricoprire questo incarico.

## Vita privata
Elke Kahr convive con l'ex presidente del partito di stato KPÖ Franz Stephan Parteder dal 1988. La coppia ha un figlio nato nel 1990.